# Tristán de Luna y Arellano
Tristán de Luna y Arellano, també conegut com a Tristán de Arellano, (Borobia, Sòria, 1510 - Ciutat de Mèxic, 16 de setembre de 1573) va ser un explorador i conqueridor espanyol de la casa de Luna.
Descendent d'una família castellana establerta a Ciria i Borobia, i cosí d'Antonio de Mendoza, primer virrei de Nova Espanya, i de Juana de Zuñiga, dona d'Hernán Cortés, poc se sap d'ell fins que va arribar, al voltant de 1530, a Amèrica. Va ser pare de Carlos de Luna y Arellano, governador de Yucatán, el 1604.

## Expedició amb Francisco Vázquez de Coronado
Va acompanyar Francisco Vázquez de Coronado en l'expedició que aquest va emprendre al nord de Mèxic a la recerca de Cíbola i les set ciutats d'or. Inicià el viatge com a capità de cavalleria i en finalitzar-lo fou ascendit a tinent general. L'expedició va partir de Compostela, a l'actual estat de Nayarit. A Culiacán, Sinaloa, es va dividir en dues: la més lenta viatjava amb indis a peu, bestiar i proveïments, mentre l'altra, més lleugera, viatjava a cavall. Tristán de Luna va ser nomenat segon al comandament de l'expedició capdavantera, dirigida per Vázquez de Coronado.
L'expedició va travessar l'avui estat de Sonora, va capturar els pobles dels zuni el juliol de 1540 i va marxar cap a Tiguex, Nou Mèxic, on van aixecar un campament tot esperant la resta de l'expedició. D'allà van partir a la recerca de les mítiques ciutats de Cíbola i Quivira: durant trenta-set dies van explorar la regió fins que Vázquez de Coronado va decidir tornar per reunir-se amb la resta de l'expedició. Els dos grups es van trobar i van passar l'hivern a Tiguex, prop de Santa Fe, a la vora del Rio Grande. L'expedició va acabar en fracàs.

## Governador de la Florida
El 1545 es va casar amb Isabel de Rojas, vídua de Juan Velázquez i Francisco Maldonado i hereva de les seves fortunes, amb la qual tindria dos fills. El 1548 va ser enviat a Oaxaca per sufocar un aixecament indígena. El seu fill Carlos de Luna y Arellano va ser capità general i governador de Yucatán.
El 1557 el virrei Luis de Velasco li encarregà una expedició a Santa Elena, a la costa atlàntica dels actuals Estats Units per establir un lloc avançat. Va partir cap a la destinació amb el títol de governador de la Florida, al comandament de 500 soldats i 1.000 colons. L'agost de 1559 va arribar a la badia de Pensacola, on va fundar la ciutat de Santa María, un dels primers assentaments europeus als actuals Estats Units i que poc després fou destruïda per un huracà. Desorientat i sense poder trobar el camí de Santa Elena, va enviar un vaixell, que va naufragar en una tempesta. Rellevat del càrrec, se li va ordenar anar a Espanya a donar compte dels seus actes i va ser destituït del càrrec. Va tornar a Amèrica, morint a Ciutat de Mèxic el 1573.